# Elżbieta Nawrocka
Elżbieta Renata Nawrocka z domu Stępień (ur. 19 lutego 1964 w Wieluniu) – polska polityk, urzędnik państwowy i samorządowy, z wykształcenia technolog żywności, od 2007 do 2009 wicemarszałek województwa łódzkiego, posłanka na Sejm VII kadencji.

## Życiorys
Z wykształcenia magister technologii żywności, ukończyła w 1990 Akademię Rolniczą we Wrocławiu. W 1995 ukończyła także studia podyplomowe dla pracowników administracji publicznej w Wielkopolskiej Szkole Biznesu.
Zaangażowała się w działalność polityczną w ramach Polskiego Stronnictwa Ludowego, wybierana m.in. do rady naczelnej i głównej komisji rewizyjnej, a także do zarządu wojewódzkiego PSL.
Początkowo pracowała w branży przetwórstwa spożywczego, m.in. jako dyrektor produkcji w spółdzielni mleczarskiej i w zakładach mięsnych, a także jako audytor systemów zarządzania jakością. W latach 90. była wiceburmistrzem Wieruszowa, następnie naczelnikiem wydziału w starostwie powiatowym. W latach 2007–2009 pełniła obowiązki wicemarszałka w zarządzie województwa. Następnie objęła stanowisko zastępcy dyrektora oddziału regionalnego i później dyrektora oddziału regionalnego Kasy Rolniczego Ubezpieczenia Społecznego w Łodzi. W 2007 została radną sejmiku łódzkiego. Mandat odnawiała w 2010 i 2014.
Bezskutecznie ubiegała się o mandat poselski z ramienia PSL w wyborach w 2007 w okręgu sieradzkim. W wyborach w 2011 również bez powodzenia kandydowała do Sejmu, otrzymując 6370 głosów. W 2009 i 2014 kandydowała do Parlamentu Europejskiego. 18 lutego 2015 objęła mandat posłanki VII kadencji, zastępując Mieczysława Łuczaka. W wyborach z 25 października 2015 nie uzyskała reelekcji. Kandydowała następnie do sejmiku w 2018 oraz na posłankę w 2019. W 2023 wystartowała do Sejmu z ramienia współtworzonej przez swoją partię Trzeciej Drogi. W tym samym roku powróciła w skład sejmiku; nie utrzymała mandatu w 2024.

## Odznaczenia
W 1997 otrzymała Srebrny Krzyż Zasługi.